# Stylidium xanthopis
Stylidium xanthopis är en tvåhjärtbladig växtart som beskrevs av R. Erickson och J. H. Willis. Stylidium xanthopis ingår i släktet Stylidium och familjen Stylidiaceae. Inga underarter finns listade i Catalogue of Life.